# Pietro Dodi
Pietro Dodi anche detto Piero (Firenze, 4 settembre 1880 – Roma, 3 giugno 1944) è stato un partigiano italiano.

## Biografia
Ufficiale di carriera, aveva partecipato alla prima guerra mondiale come capitano di cavalleria. Dal 1921 aveva insegnato agli allievi della Scuola militare d'applicazione dell'arma. Fu presidente della Federazione Italiana Sport Equestri dal 1932 al 1939. Dopo l'8 settembre 1943 entrò come partigiano combattente nella formazione "Rosi". Catturato dai nazifascisti il 15 maggio 1944, fu torturato per diversi giorni e quindi ucciso con altri dodici antifascisti nell'eccidio de La Storta.
Il 24 maggio 1946, Piero Dodi viene insignito della medaglia d’oro al valor militare alla memoria.